# Andancette
Andancette é uma comuna francesa na região administrativa de Auvérnia-Ródano-Alpes, no departamento de Drôme. Estende-se por uma área de 5,98 km². Em 2010 a comuna tinha 1 382 habitantes (densidade: 231,1 hab./km²).